# Chito Miranda
Chito Miranda (7 de febrero de 1976, Manila), es un cantante y compositor filipino más conocido como el vocalista de la banda de rock Parokya ni Edgar. 

## Biografía
Nacido bajo su nombre verdadero como Alfonso Miranda, Jr. él nació el 7 de febrero de 1976 en San Malingap, Manila, Filipinas. Es conocido también con cariño con una serie de apodos de su familia y amigos: Buloy, Mamaryman, Chito, Edgar, o Duwal Boy.
Asistió a la escuela secundaria en el Ateneo de Manila University, allí conoció a sus compañeros miembros de la banda, a saber, Gab Chee-Kee y Montaner Vinci junto con Jeric Estacó y Miko Yap. Después de la escuela, todos se reunieron para las sesiones de jamming breve, que les ayudó a pulir sus habilidades como cantante.

## Discografía

### Con Parokya ni Edgar
- Khangkhungkherrnitz (1996)
- Buruguduystunstugudunstuy (1997)
- Gulong Itlog Gulong (1999)
- Edgar Edgar Musikahan (2002)
- Bigotilyo (2003)
- Halina Sa Parokya (2005)
- Matira Matibay: PG-13 (Singles 1994-2007) (2007)
- Solid (2007)
- Upcoming 11th Album and 8th studio album (2010)

- Datos: Q5102264
- Multimedia: Chito Miranda / Q5102264